# Hans Unger (Künstler)

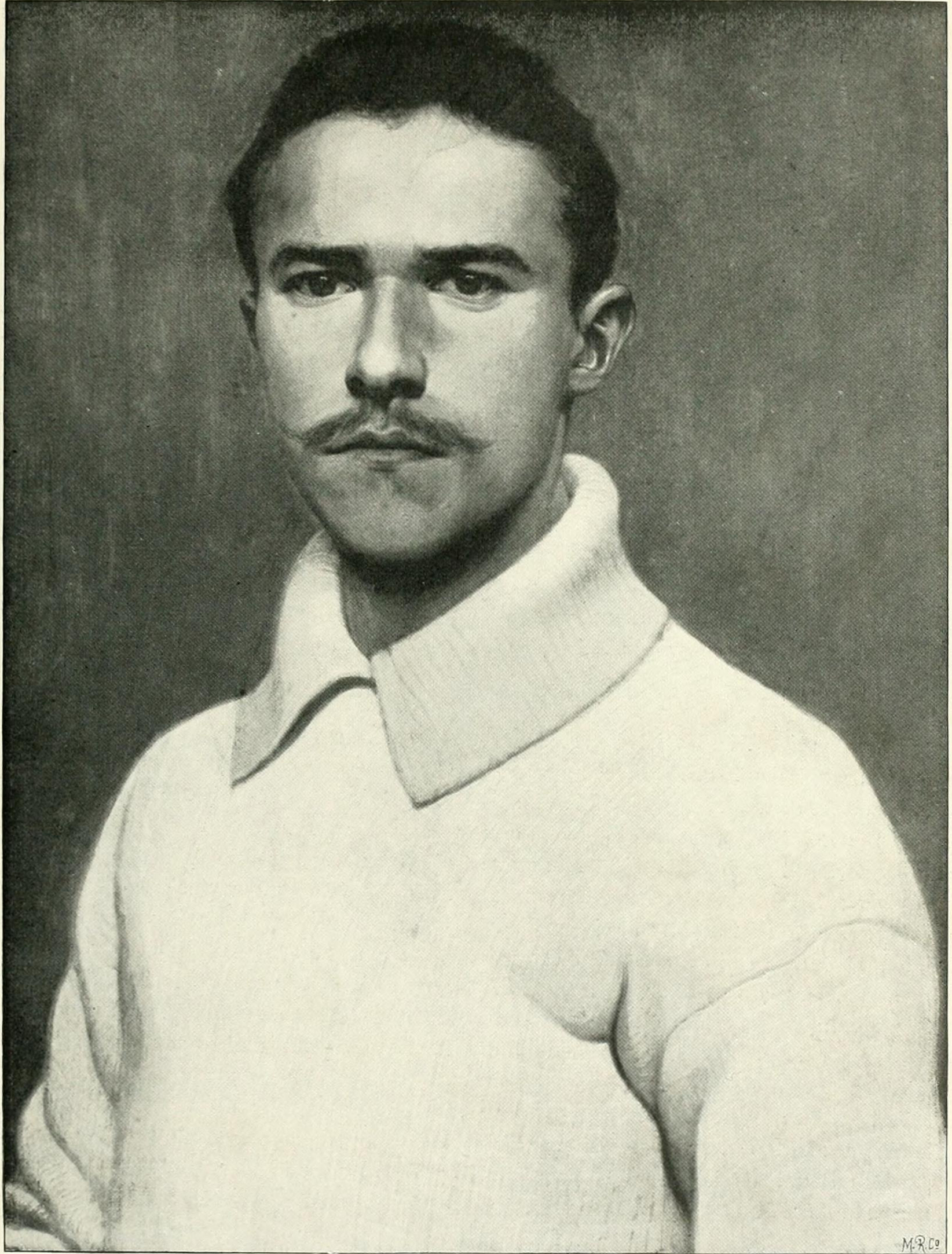
Hans Unger: Selbstbildnis im Sweater, um 1899

Hans (Carl Friedrich Johannes) Unger (* 26. August 1872 in Bautzen; † 13. August 1936 in Dresden) war ein deutscher Maler.

## Leben

### Frühe Jahre

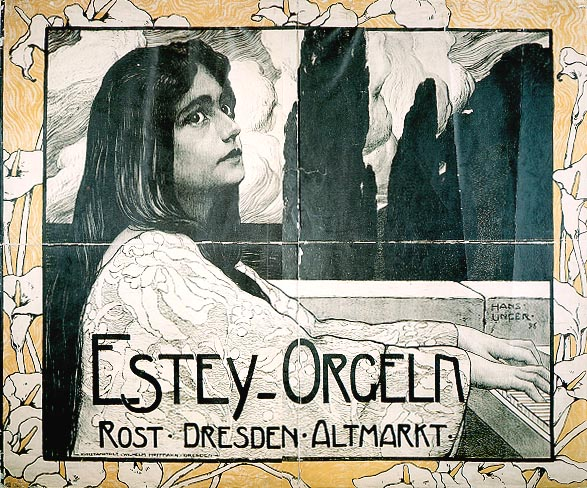
Plakat für Estey-Orgeln (1896)

Hans Unger wurde in Bautzen in eine Familie der niederen Mittelschicht geboren. Sein Vater erkannte zwar schnell die künstlerischen Talente seines Sohnes, aber da er nicht glaubte, Malen würde zu einem florierenden Beruf für den jungen Hans, sandte er ihn zur Handelsschule. Dies war nicht von Erfolg gekrönt; 1887 nahm Hans Unger eine Lehrstelle als Dekorationsmaler in seiner Heimatstadt an. Von 1888 bis 1893 war er Student im Malersaal des Königlichen Dresdner Hoftheaters. Von 1893 bis 1895 studierte er an der Dresdner Akademie, wo Friedrich Preller der Jüngere und Hermann Prell seine Lehrer waren. 1894 verbrachte Unger den Sommer auf der Insel Bornholm, wo er eine Reihe von Aquarellen malte. 1896 entwarf er ein Plakat für die Dresdner Orgelhandlung Estey (eigentlich ein Harmoniumhersteller), was ihn international bekannt machte und seine Karriere startete.

### Frühe Karriere

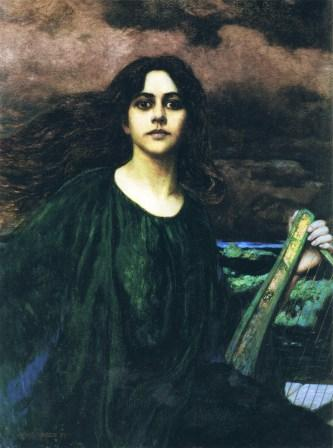
Die Muse (1897)

1897 wurde sein Gemälde Die Muse von der Gemäldegalerie Neue Meister in Dresden gekauft. Von Oktober 1897 bis März 1898 studierte er an der Académie Julian in Paris, wo Tony Robert-Fleury und Jules-Joseph Lefebvre seine Lehrer waren. Ein weiterer Impuls für seine Karriere war 1899 ein Auftrag für die Gestaltung des szenischen Vorhangs für das neu erbaute Dresdener Centraltheater; das Gebäude wurde bei der Bombardierung Dresdens durch die Alliierten im Februar 1945 zerstört. 1899 nahm Unger an der Deutschen Kunstausstellung in Dresden teil, wo er seinen eigenen Saal hatte, dekoriert mit lila Wänden und einem schwarzen Holzkranz. Unter den ausgestellten Werken waren ein Selbstbildnis im Pullover und Abschied, eine Landschaft.
Hans Unger wurde Mitglied des 1903 gegründeten Deutschen Künstlerbundes; sein Name erschien erstmals im DKB-Mitgliederverzeichnis von 1906. Er reiste an die Nordsee, an die Ostsee, nach Italien und Ägypten, wo er Aquarelle und Pastelle malte. Unger war während seines ganzen Lebens ein leidenschaftlicher Reisender in den Süden, und die kräftigen Farben in seiner Arbeit reflektieren dies. Zeugnis dafür findet sich im Buch Reisebilder aus dem Süden.
1905 entwarf Unger ein Mosaik für den Turm der Ernemann Reisekamera-Fabrik an der Schandauer Straße in Dresden, eine Lichtgöttin. 1898 und 1910 gestaltete Unger Titelillustrationen für Ausgaben der Zeitschrift Jugend. Zudem illustrierte er Ausgaben der Zeitschrift Pan.

### Höhepunkt

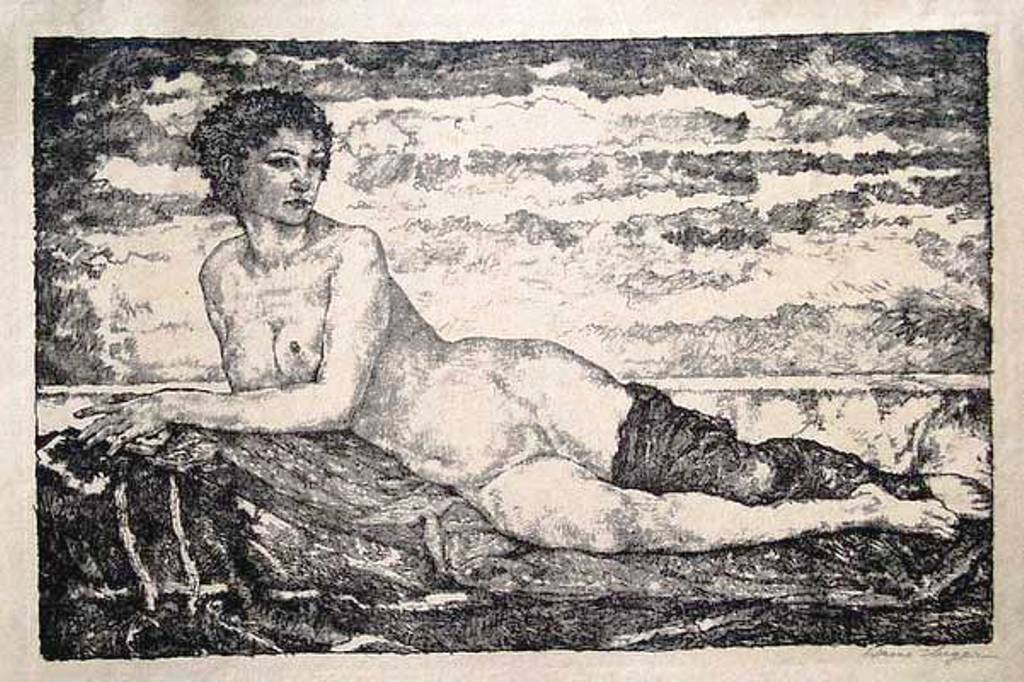
Liegendes Mädchen (1917)

Um 1910 änderte sich Ungers Stil merkbar. Seine Striche wurden mutiger, seine Farben verloren ihre Intensität, und motivisch wurde seine Arbeit immer eintöniger. Die traumhaft schöne Frauengestalt, die um die Jahrhundertwende faszinierend und frisch war, wurde ein Klischee. Ihr Gesicht war hart und ohne Ausdruck. Aber in seinen Porträts und Landschaften blieb Unger so mächtig wie er noch nie war.
1912 eröffnete das neu erbaute Stadtmuseum in seiner Heimatstadt Bautzen und feierte Unger mit einem eigenen Saal. Er war auf dem Höhepunkt seiner Berühmtheit und wurde in der Presse „Dresdens letzter Malerfürst“ genannt. Der Ausbruch des Ersten Weltkrieges im November 1914 zwang viele junge Künstler zur Armee und zum Kampf an der Front. Unger blieb aufgrund seiner Prominenz dieses Schicksal erspart.
1917 nahm Unger an der Ausstellung der Dresdner Kunstgenossenschaft teil. Er entwarf das Titelbild des Katalogs und präsentierte sechs Gemälde, darunter Salome und Liegendes Mädchen, und sechs Zeichnungen. 1918 präsentierte die Dresdner Kunstausstellung Unger mit elf Gemälden und zehn Zeichnungen, ein Beleg für Beliebtheit und seinen Ruf in der künstlerischen Gemeinschaft. Sein Plakat für die Konzerte seines Freundes, den Komponisten und Orchesterleiter Jean Louis Nicodé, brachte ihm in England einen Preis für das „Beste Deutsche Plakat“ ein.

### Eine verlorene Welt

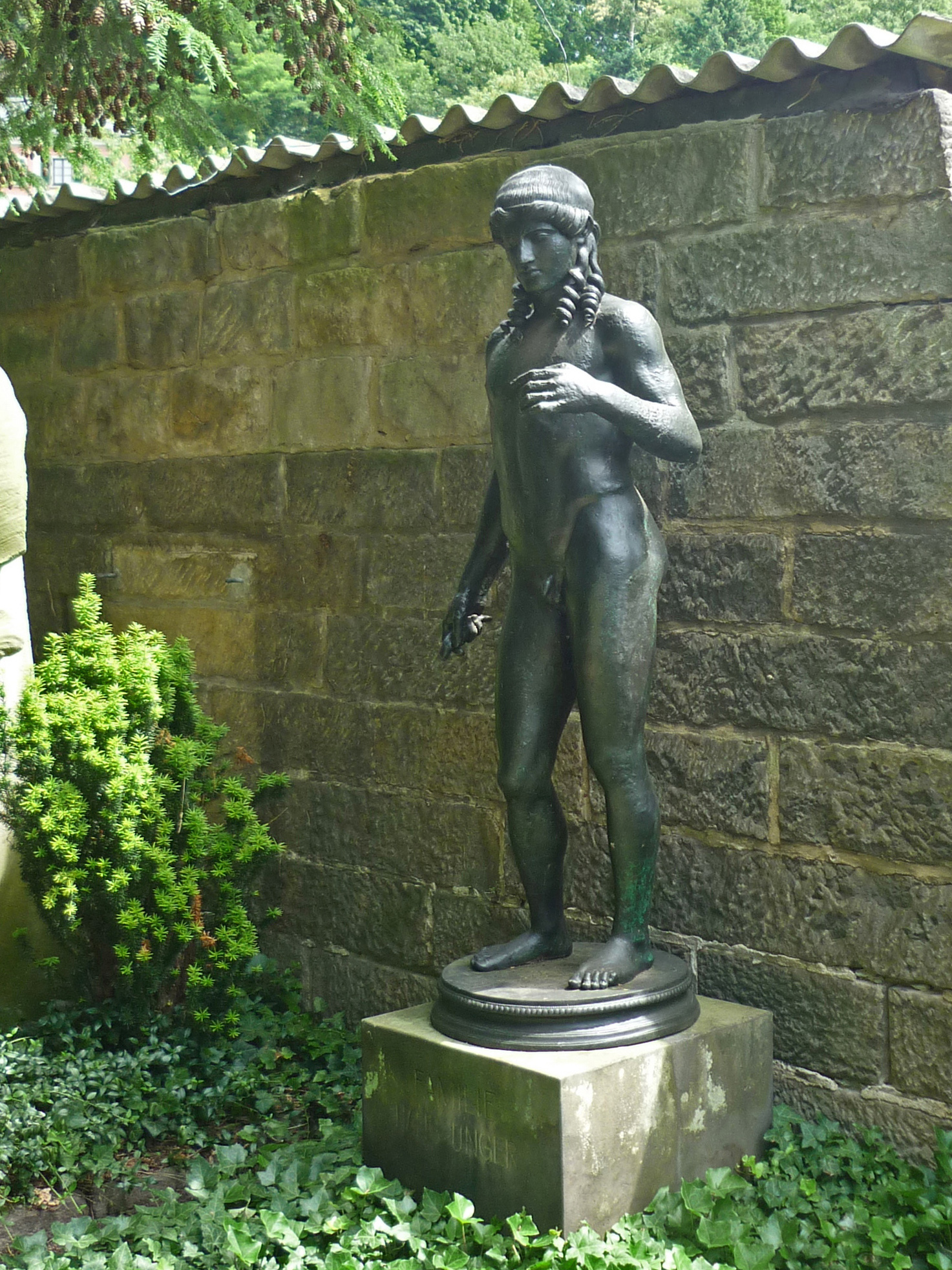
Grab von Hans Unger auf dem Loschwitzer Friedhof

1918 verlor Deutschland den Krieg und die Monarchie. Die jungen Künstler, zurückgekehrt von der Front, waren enttäuscht und wollten Veränderung, noch weiter entfernt vom Impressionismus und dem Kopieren der Realität, wie sie es in den Jahren vor dem Weltkrieg getan hatten. Ungers Welt der idealisierten Frauen in sanften Landschaften war vom Zeitgeist überholt. Seine Arbeit wurde in den Hintergrund gedrängt. Dennoch war er immer noch einer der reichsten Künstler Dresdens und setzte seine Reisen nach Italien, Dalmatien, Spanien, Portugal und Afrika fort. König Fu'ād I. von Ägypten war einer seiner Gönner. Ungers Besuche Ägyptens führten 1927 zu einer Ausstellung in der Galerie Baumbach in Dresden.
Unger war 1933 in Bautzen auf der letzten Ausstellung der Arbeitsgemeinschaft der Lausitzer Bildenden Künstler vor der Machtergreifung der Nationalsozialisten mit einem Bildnis vertreten. 1933 organisierte der Sächsische Kunstverein eine Ausstellung anlässlich Ungers 60. Geburtstags.
Inzwischen verschlechterte sich sein Gesundheitszustand. Was sich später als eine Nierenerkrankung herausstellte, wurde zu spät behandelt, und Hans Unger starb in seinem Haus in Loschwitz, einem bei Künstlern beliebten Dresdner Villenstadtteil. Er wurde auf dem Loschwitzer Friedhof beerdigt, wo sein Grab noch vorhanden ist.

### Erneutes Interesse
Das sich wieder stärker ausbreitende Interesse an Jugendstilkunst in den 1960er Jahren brachte Unger zurück zur Aufmerksamkeit. Im Jahre 1987 organisierte das Stadtmuseum in Bautzen eine Gedächtnisausstellung zum 125. Geburtstag von Unger. 1997 fand eine Retrospektivausstellung zu Unger im Stadtmuseum in Freital statt. Die Kunsthalle Bielefeld präsentierte 2013 in einer Ausstellung unter dem Titel Schönheit und Geheimnis. Deutscher Symbolismus 1870–1920 mehrere seiner Werke, zusammen mit Künstlern, die ihn beeinflussten, wie Franz von Stuck, Max Klinger und Arnold Böcklin.

## Privatleben
Unger heiratete 1899 seine Frau Marie Antonia. Sie wurde zu seiner Muse, seinem Modell und das wichtigste Thema seiner Werke. 1902 entwarf Unger seine Villa in Loschwitz, auch die Innenausstattung. Diese fiel allerdings einer Renovierung in den frühen 1970er Jahren zum Opfer. Die Villa auf der Kügelgenstraße 6 besteht nach wie vor und bietet einen Blick auf die Elbe und weiter entfernt zur Dresdner Innenstadt. 1903 wurde sein einziges Kind, seine Tochter Maja, geboren. Ihr Pate war Sascha Schneider, ein lebenslanger Freund von Unger. Nach Majas Tod im Jahre 1973 wurde Ungers Nachlass verkauft und verteilt.

## Werke
Es gibt keine vollständige Erhebung zu Ungers Werken. Einige Gemälde sind nur von Fotos bekannt, gemacht und gesammelt von Unger selbst. Von einigen Gemälden ist ihr derzeitiger Aufenthaltsort unbekannt. Die beste Quelle ist das Buch von Rolf Günther.

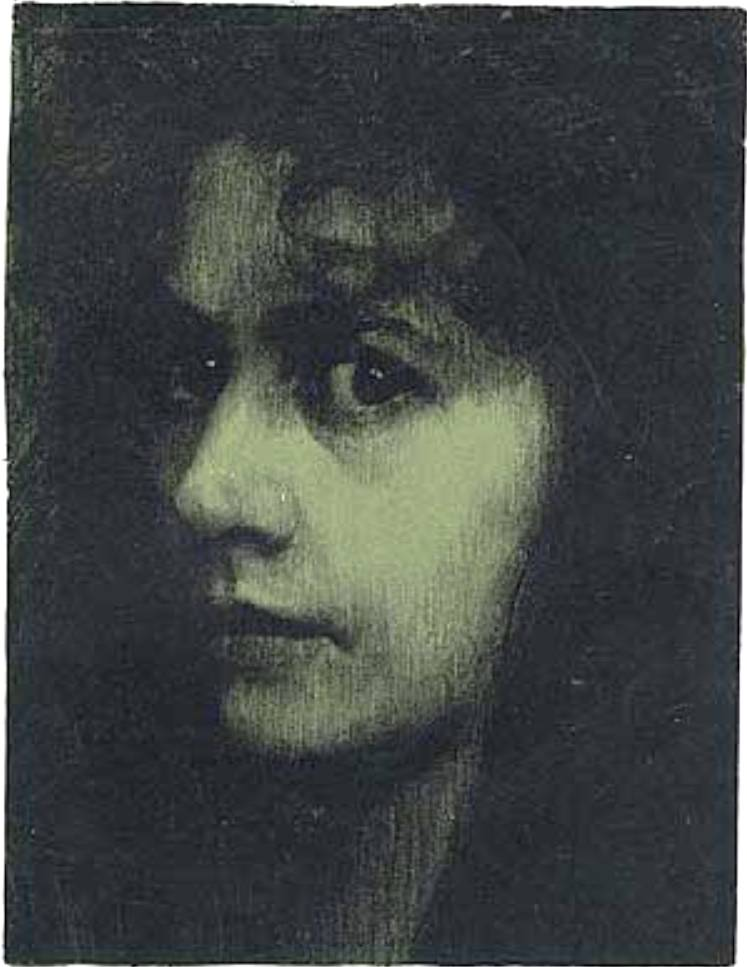
Weiblicher Studienkopf (1896)
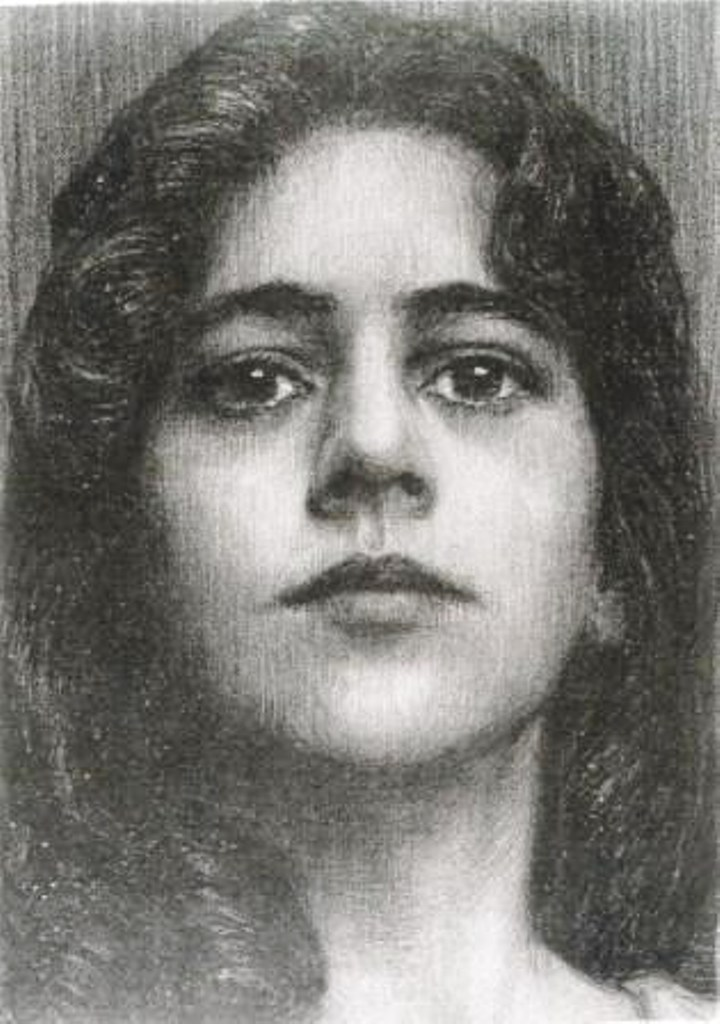
Frauenkopf, en face (1897)
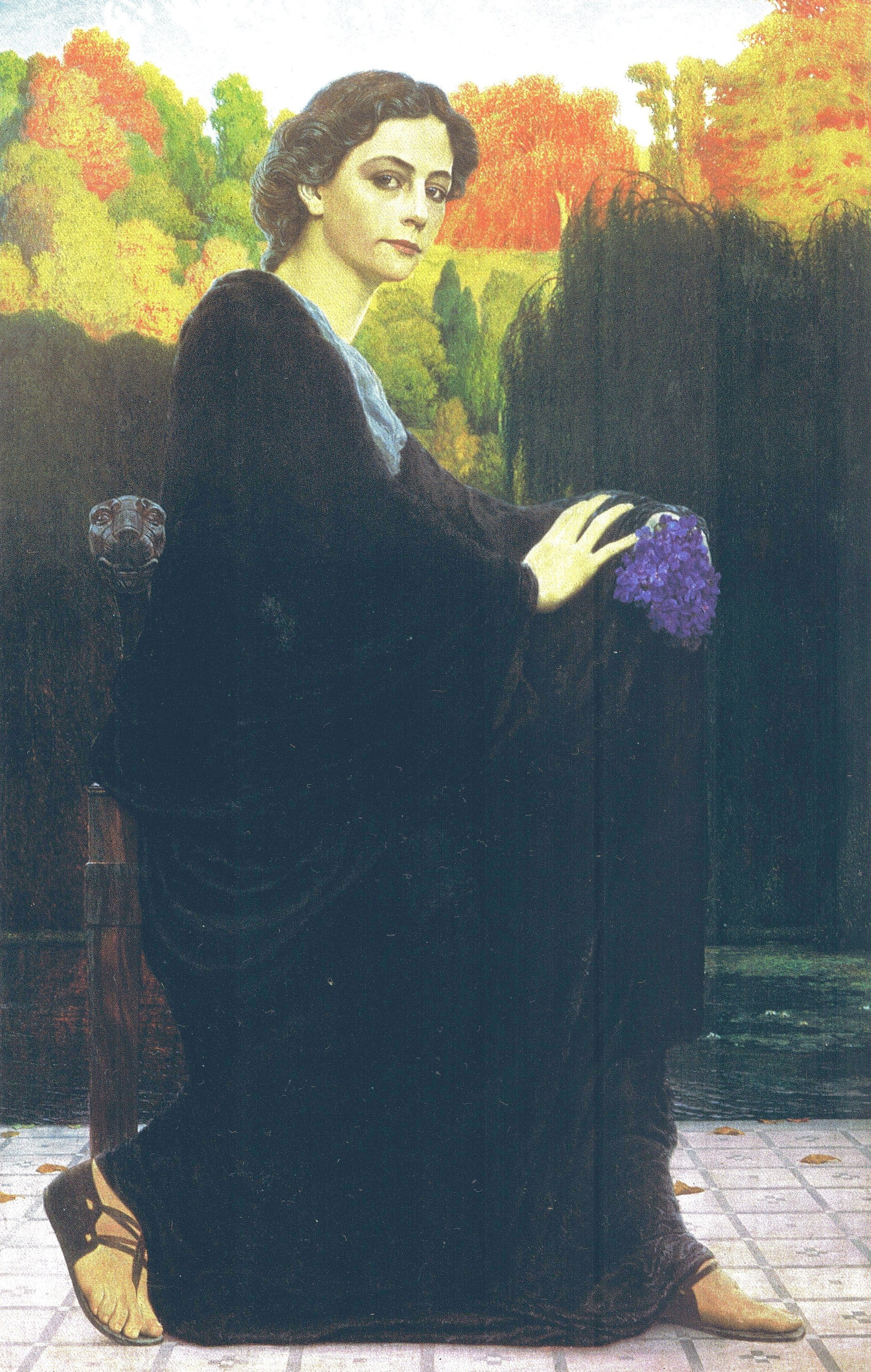
Das Welken (1902)
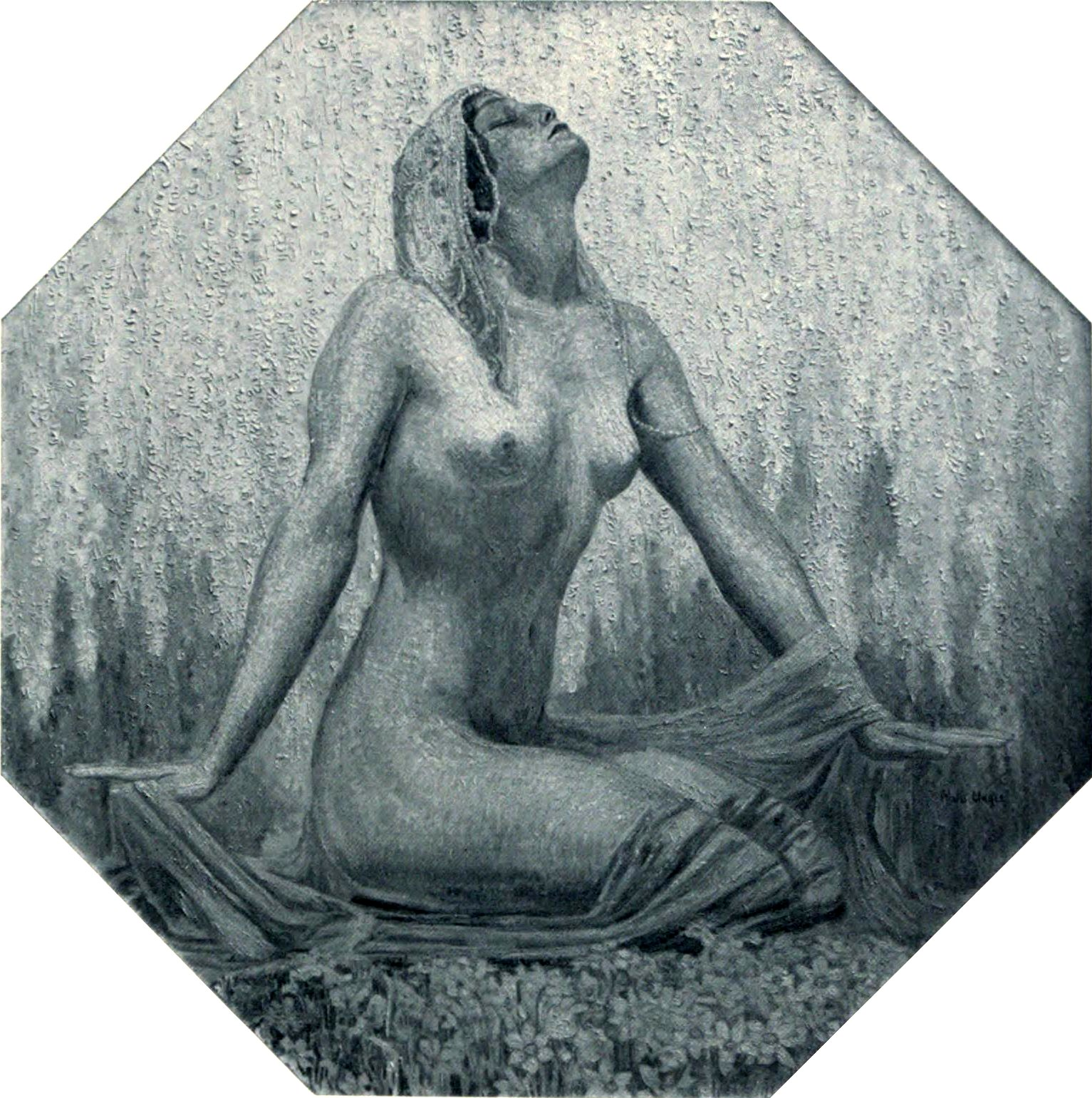
Sonne
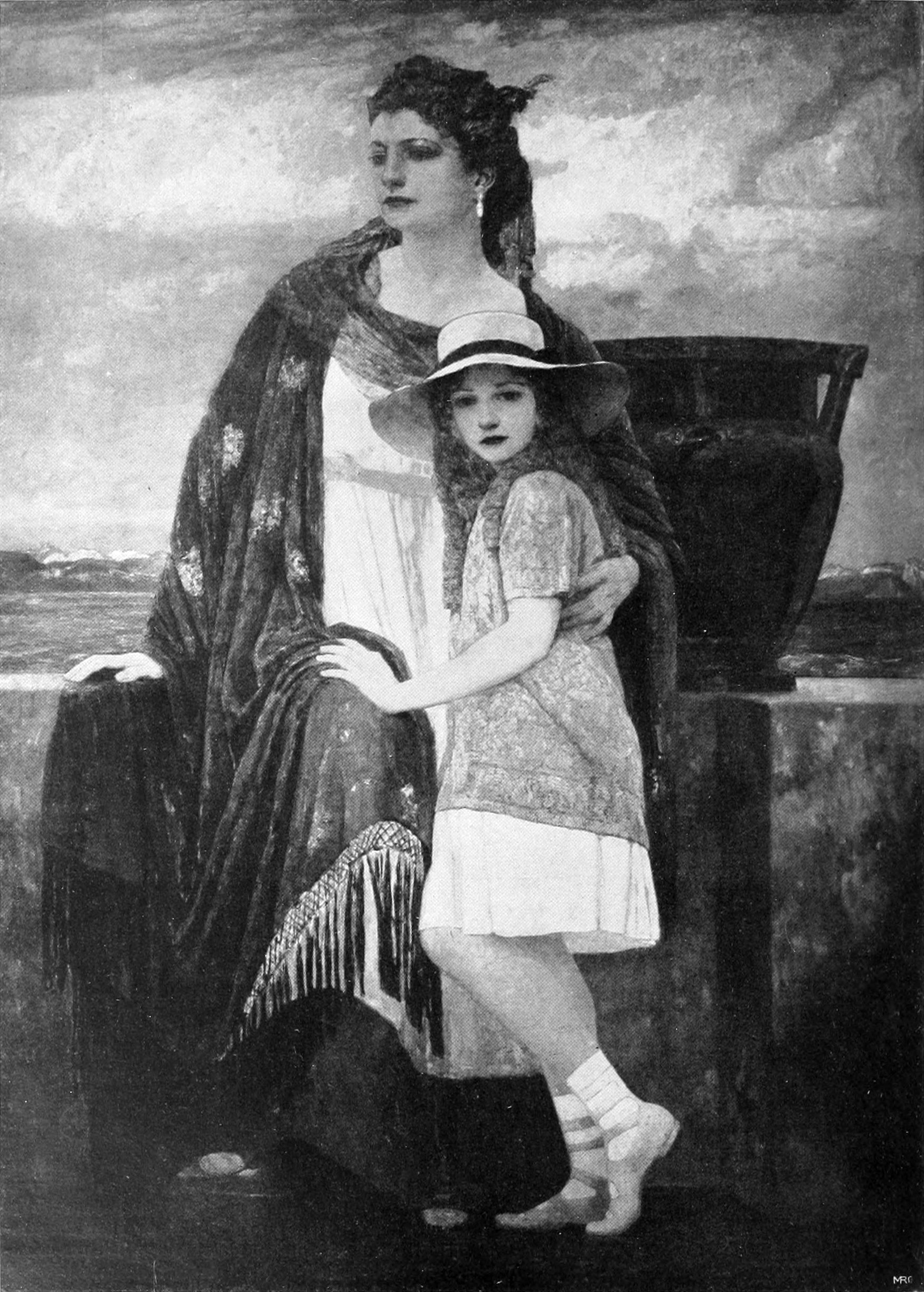
Mutter und Kind (um 1909)
Windstoß (1916)
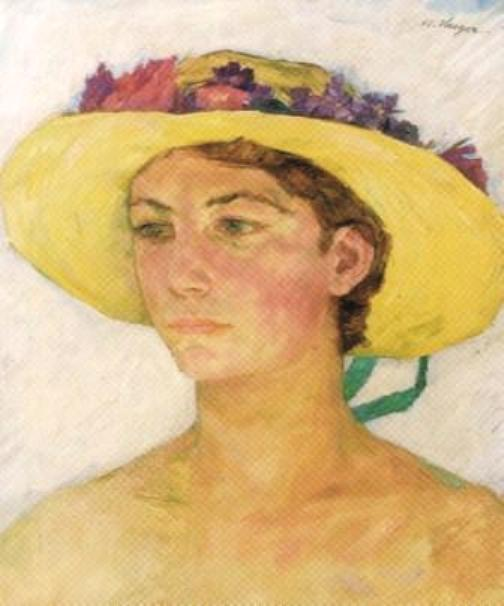
Sommer (um 1920)
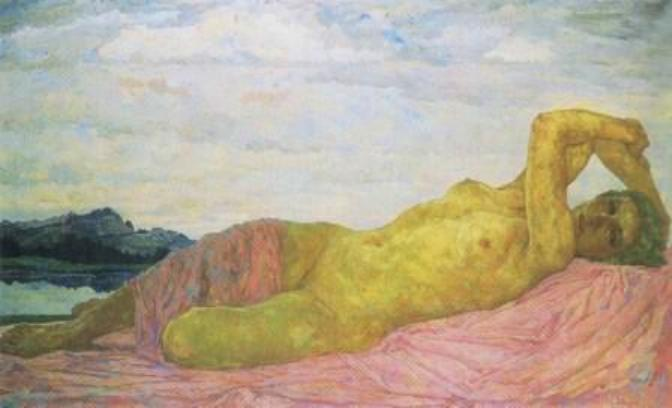
Erwachen (1926)

## Künstlerische Einflüsse, Sujet
Unger war Porträtist und Landschaftsmaler. Sein Ruf geht von seinen Gemälden aus, die „schöne Frauen, die von Arkadien träumen“, darstellen. Eigentlich war es immer dieselbe Frau, die dargestellt wurde: seine Ehefrau, seine Muse. Später sollte seine Tochter Maja die privilegierte Stellung ihrer Mutter teilen. Die Hintergründe seiner „arkadischen Frauen“ war oft eine pastorale Landschaft mit hohen Zypressen, ein Garten oder eine Szene am Meer. Unger wird als ein Vertreter des Dresdner Jugendstils gesehen, zu dessen Mitgliedern auch Sascha Schneider, Selmar Werner und Oskar Zwintscher gehörten.
In seiner Arbeit wurde er von mehreren wichtigen Künstlern des 19. Jahrhunderts beeinflusst, unter ihnen waren: Pierre Puvis de Chavannes (Schönheit als Religion), Gustave Moreau, Joséphin Péladan (der androgyne Typ), Fernand Khnopff (Sphinx-artige Frauen, obwohl Unger auf die laszive Erotik von Khnopff verzichtete), William Strang (ein britischer Graveur, den Unger 1895 in Dresden traf und später in London besuchte) und Dante Gabriel Rossetti. Andere wichtige Einflüsse waren Edward Burne-Jones, Arnold Böcklin (besonders seine Landschaften) und Max Klinger.